# هايمكير
هايمكير (بالألمانية: Heimkehr) وتعني العودة إلى الوطن، هو فيلم دعائي ألماني مناهض لبولندا عام 1941 من إخراج جوستاف يوسكي. 
حصل على الشرف النادر «فيلم الأمة» في ألمانيا النازية، الذي منح لأفلام تعتبر مساهمة كبيرة في القضية الوطنية. إنها مليئة بالكاريكاتيرات الثقيلة، فهي تبرر إبادة البولنديين بتصوير اضطهاد لا هوادة فيه ضد الألمان العرقيين، الذين نجوا من الموت فقط بسبب الغزو الألماني. 

## الحبكة
في مقاطعة وويو في شرق بولندا، تُضطهد الأقلية الألمانية من قِبل الأغلبية البولندية. الطبيب الدكتور توماس ليس لديه أي مستشفى متاح وابنته ماري، التي تدرس في مدرسة ألمانية، وتحتاج إلى عملية مهمة، تراقب عندما يتم الاستيلاء على مدرستها من قبل السلطات البولندية وتدميرها من قبل الغوغاء الغاضبين. الدكتور توماس يحتج إلى رئيس البلدية، مشيرا إلى حقوق الأقليات المكفولة دستوريا؛ لكن احتجاجه يقع على آذان صماء. توجهت ماري وخطيبها، الدكتور فريتز موتيوس، إلى عاصمة المقاطعة، من أجل تقديم احتجاجهم إلى حاكم فويفود، لكنهما لم يتم استقبالهما هناك أيضًا. يقرر البقاء في العاصمة من أجل استدعاء المحكمة في اليوم التالي، في ذلك المساء يذهبون إلى السينما. يرافقهم هناك صديقها كارل ميخليك، الذي تم الضغط عليه في الخدمة من قبل القوات المسلحة البولندية. عندما يرفضون غناء النشيد الوطني البولندي بولندا لم تضع بعد مع بقية الجمهور، يتأذى فريتز بشدة من الحشد البولندي الغاضب. تحاول ماري نقله إلى المستشفى، لكنه مُنع من الدخول واستسلم لإصاباته. 

## المصبوب

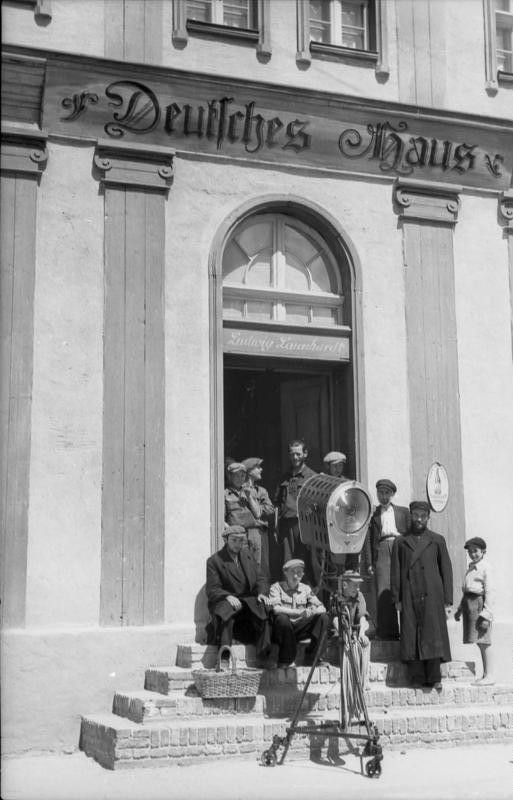
تصوير في بولندا، 1941

## روابط خارجية
- Heimkehr على موقع IMDb (الإنجليزية)
- Heimkehr على موقع أول موفي (الإنجليزية)
- Heimkehr على موقع فيلمافينيتي (الإسبانية)
- Heimkehr على موقع قاعدة بيانات الأفلام السويدية (السويدية)
- Heimkehr على موقع قاعدة بيانات الفيلم (الإنجليزية)
- Heimkehr على موقع ليتربوكسد (الإنجليزية)
- Heimkehr على موقع كينوبويسك (الروسية)